# Probolomyrmex bidens
Probolomyrmex bidens es una especie de hormiga del género Probolomyrmex, tribu Probolomyrmecini, familia Formicidae. Fue descrita científicamente por Brown en 1975.
Se distribuye por la India. Se ha encontrado a elevaciones de hasta 2150 metros.